# باشگاه فوتسال لاتزیو
باشگاه فوتسال لاتزیو، یک باشگاه فوتسال ایتالیایی پنج نفره مستقر در رم، ایتالیا است. باشگاه در سری آ مردان و لیگ زنان سری آ حضور دارد. 